# ReBirth (álbum de Masami Okui)
ReBirth é o 11º álbum de estúdio de Masami Okui. Foi lançado em 4 de fevereiro de 2004 pela King Records e possui 12 faixas.

## Produção
Okui escreveu todas as letras e, pela terceira vez, nenhuma música de um de seus álbuns foi usada em animes. Uma turnê foi feita pelo Japão para promover o álbum.

## Recepção
O álbum ficou três semanas no Oricon Albums Chart, chegando à 49ª posição.
O CD Journal disse que "o conteúdo é colorido e típico de Okui", destacando as músicas "SECOND IMPACT" e "MESSAGE".

## Legado
A faixa "SECOND IMPACT" foi usada como tema do programa Animelomix.

## Faixas
| N.º            | Título                          | Letras                      | Música         | Arranjo         | Duração |  |
| 1.             | "INTRODUCTION"                  | M. Okui                     | ikuo           | Hideyuki Suzuki | 4:39    |  |
| 2.             | "POISON"                        | M. Okui                     | MACARONI☆      | MACARONI☆       | 4:31    |  |
| 3.             | "SECOND IMPACT" (de Animelomix) | M. Okui                     | M. Okui        | Toshiro Yabuki  | 3:57    |  |
| 4.             | "I LOST"                        | M. Okui                     | M. Okui        | H. Suzuki       | 4:18    |  |
| 5.             | "Innocence"                     | M. Okui                     | Monta          | Monta           | 3:04    |  |
| 6.             | "Shinkai ~ReBirth~"             | M. Okui                     | M. Okui        | Monta           | 5:07    |  |
| 7.             | "Triangle+α"                    | M. Okui                     | MACARONI☆      | MACARONI☆       | 4:21    |  |
| 8.             | "MESSAGE ~L.A. version~"        | M. Okui e Monta (em inglês) | Monta          | Monta           | 4:50    |  |
| 9.             | "Boukensha"                     | M. Okui                     | M. Okui        | YAMACHI         | 4:30    |  |
| 10.            | "Houkago no Tenshi"             | M. Okui                     | M. Okui        | Monta           | 4:07    |  |
| 11.            | "PANDRA ~Gendai Shinwa~"        | M. Okui                     | M. Okui        | Monta           | 4:36    |  |
| 12.            | "Earth"                         | M. Okui e Monta             | Monta          | Monta           | 5:49    |  |
| Duração total: | Duração total:                  | Duração total:              | Duração total: | Duração total:  | 53:49   |  |